# Koskull

Porträtt på Ulrica Katharina Koskull, 1759- 1805.

Koskull är en svensk friherrlig adelsätt med nummer 184 på Riddarhuset. Ätten är belagd första gången 1302 genom riddaren Andreas de Koskele från Livland och tros ha gemensamt ursprung med ätten von der Pahlen vilken för samma vapen och har förekommit samtidigt i samma trakt. Genom landshövdingen Anders Koskull (1677–1746) har den givit förledet till ortnamnet Kosta och genom Georg Adolf Koskull (1780–1829), som var landshövding i Norrbottens län i början av 1800-talet, har den givit namn åt orten Koskullskulle.
Vapen: tre gröna sjöblad på blått fält

## Svenska ätten Koskull
En medlem av ätten, Anders den yngre Koskull till Maidellshoff och Kust, inkom till Sverige och tjänade sig upp från Edelknab till landshövding. Han naturaliserades som svensk adelsman 1638, och introducerades på nummer 248. Anrep uppger att han skulle ha slagits till riddare av drottning Kristina. Hans hustru var Maria Catharina Frankelin, vars far Henrik Frankelin var kammarjunkare och vars mor, Constantia Eriksdotter, var dotter till Erik XIV och Agda Persdotter.
Deras döttrar gifte sig Boije af Gennäs, von Stackelberg och von Weissensée. Äldste sonen Anders var major vid Östgöta infanteri och gift med en Klingspor, men hans enda barn avled ung. Hans yngre bror Gustaf Koskull till Odenfors, Freberga och Ry var överste vid ett infanteri och var gift två gånger. Första hustrun var Anna Christina Klingspor vars mor var en Stiernfelt, och den andra hustrun Christina Elisabeth Natt och Dag vars mor var en Oxenstierna af Croneborg. En dotter i första äktenskapet gifte sig Lünow, och en son från första äktenskapet, Anders Koskull, fick två barn, men Gustaf Koskulls ättegren slöts med den generationen.
En yngre bror till majoren Anders Koskull och överste Gustaf Koskull, Erik Koskull till Bocksjöholm, var kapten och gift med Anna Maria Gyllensvärd vars mor tillhörde ätten Stierna nr 77. Deras ena dotter gifte sig Ulfsköld. Endast ett barn på svärdssidan, Anders Koskull, fick barn. Han upphöjdes till friherre 1719 och introducerades på nummer 160 och eftersom ingen av hans bröder fick barn blev därmed adliga ätten nr 248 utgången. Denne Anders Koskull var bland annat herre till Engaholm som han gjorde till fideikommiss åt sin svärson Koskull, och blev efter en karriär i svenska och polska arméerna landshövding i Kronobergs län. Hans första hustru var en Stromberg och med henne fick han två döttrar som gifte sig Koskull nr 184 (se nedan) och Breitholtz. Sedan sönerna avled före fadern slöt Anders Koskull själv ätten nr 160.
En släkting till Anders den yngre Koskull till Maidellshoff och Kust, Otto Johan Koskull till Stensholm, inkom även han till Sverige där han blev överste för Upplands infanteri. År 1720 upphöjdes han till friherre och introducerades på nummer 184. Hans hustru var Märta Bonde vars mor var en von der Noth. En dotter till dem gifte sig Ulfhielm. Deras son Ulric Carl gick i rysk tjänst liksom hans söner gjorde. Ätten fortlevde i Sverige med yngste sonen till Otto Johan Koskull, ryttmästaren Anders Gustaf, som gifte sig med sin släkting av ätten Koskull nr 160 vars mor alltså var en Stromberg. Alla senare medlemmar av ätten Koskull härstammar från barn till dessa.
Ätten delades därefter i två grenar, huvudmannagrenen och yngre grenen. Huvudmannagrenen härstammar från Anders Gustafs son hovjunkaren Otto Anders Koskull, som i sitt äktenskap med Amalia Beata Silfversparre, vars mor var en Lillienberg, fick flera barn. Huvudmannagrenen fortlevde på svärdssidan med deras yngste son, överstelöjtnant Carl Gustaf Koskull till Engaholm, gift med friherrinnan Gustafva Margareta Raab vars mor hette Burman.
Ättens yngre gren härstammar från krigsrådet Gustaf Fredrik Koskull, gift i Hamburg med Anna Charlotta Gjelstrup, med deras son hovmarskalk Anders Erik Koskull i dennes äktenskap med friherrinnan Johanna Fredrica Sophia född Fleming af Liebelitz vars mor var en Olivecreutz.
Nuvarande (2004) huvudman för ätten är godsägaren Johan Koskull (född 1938), vilken äger och bebor familjegodset Engaholm i Småland.

## Personer med efternamnet Koskull

### Alfabetiskt ordnade
- Anders Koskull, flera personer
  - Anders Koskull (1677–1746), generallöjtnant och landshövding
  - Anders Koskull (politiker) (1831–1883), riksdagsman,  innehavare av Engaholm
  - Anders Gustaf Koskull (1831–1904), konstnär
- Aurora Wilhelmina Brahe, född Koskull (1778–1852), hovfunktionär och salongsvärd
- Casper von Koskull (född 1960), finlandssvensk ekonom och företagsledare
- Claes Didrik Koskull (1755–1816)), militär
- Constance Koskull (1788–1840), känd för äventyrligt privatliv
- Georg Adolf Koskull (1780–1829), landshövding i Norrbotten
- Gustaf Adolf Koskull (1782–1842), militär
- Ivar Koskull (1817–1899), militär och riksdagsman
- Otto Johan Koskull (1680–1728), militär
- Mariana Koskull (1785–1841), kammarfröken
- Ulrik Koskull  (1792–1863), militär

### Kronologiskt ordnade (ej komplett)
- Anders Koskull (1677–1746), generallöjtnant och landshövding, en av grundarna av Kosta glasbruk
- Otto Johan Koskull (1680–1728), militär
- Claes Didrik Koskull (1755–1816)), militär
- Georg Adolf Koskull (1780–1829), landshövding i Norrbotten
- Gustaf Adolf Koskull (1782–1842), militär
- Mariana Koskull (1785–1841), hovfunktionär, älskarinna(?) till Karl XIV Johan
- Anders Koskull (politiker) (1831–1883), riksdagsman,  innehavare av Engaholm
- Anders Gustaf Koskull (1831–1904), konstnär